# Почётные граждане Елатьмы
Почётный гражданин Елатьмы — почётное звание, присваиваемое гражданам Российской империи [см. Почётные граждане (сословие)] или современной Российской Федерации [см. Почётный гражданин] в целях признания выдающихся заслуг перед Елатьмой [см. также Почётное гражданство].

## Первоисточники
Перечень источников информации, отсортированный по году публикации:
,
,
,
,
,
,
,
,
,
,
,
,
,
.

## Почётные граждане города Елатьмы, Российская империя
| Фамилия, имя, отчество, вид гражданства и заслуги                                                                                             | Источник информации |
| --- | ------------------- |
| Виноходов Иван Андреевич — потомственный почётный гражданин; городской голова                                                                 | ,                   |
| Георгиевский Василий Алексеевич — почётный гражданин                                                                                          | [ 9 ]               |
| Граве Аполлон Иванович — почётный гражданин; камергер двора Его Величества, сыгравший видную роль в учреждении Елатомской мужской гимназии    | [ 1 ]               |
| Гусев Дмитрий Иванович — личный почётный гражданин                                                                                            | ,                   |
| Девишев Изятулла Муртазинович — потомственный почётный гражданин                                                                              | [ 5 ]               |
| Замешаев Иван Михайлович — личный почётный гражданин                                                                                          | ,                   |
| Замешаев Николай Павлович — потомственный почётный гражданин; городской голова                                                                | ,                   |
| Кильдишев Павел Андреевич — почётный гражданин; камергер двора Его Величества, общественный и политический деятель, член Государственной думы | [ 13 ]              |
| Кондранин Николай Илларионович — потомственный почётный гражданин                                                                             | [ 6 ]               |
| Коробкин Николай Алексеевич — потомственный почётный гражданин                                                                                | ,                   |
| Лукашевич Игнатий Антонович — потомственный почётный гражданин                                                                                | ,                   |
| Маккавеев Павел Иосафович — личный почётный гражданин                                                                                         | ,                   |
| Попов Иван Павлович — потомственный почётный гражданин                                                                                        | ,                   |
| Попов Павел Иванович — потомственный почётный гражданин                                                                                       | ,                   |
| Попова Мария Андреевна — потомственная почётная гражданка                                                                                     | ,                   |
| Рождественский Павел Иванович — личный почётный гражданин                                                                                     | [ 8 ]               |
| Самгин Алексей Петрович — потомственный почётный гражданин                                                                                    | [ 5 ]               |
| Самгин Пётр Алексеевич — потомственный почётный гражданин                                                                                     | ,                   |
| Смольянинов Александр Никандрович — потомственный почётный гражданин                                                                          | ,                   |
| Смольянинов Владимир Онисимович — личный почётный гражданин                                                                                   | ,                   |
| Смольянинов Константин Николаевич — потомственный почётный гражданин                                                                          | ,                   |
| Смольянинова Анна Ивановна — потомственная почётная гражданка                                                                                 | [ 7 ]               |
| Сорокин Василий Яковлевич — почётный гражданин                                                                                                | [ 2 ]               |
| Сорокин Фёдор Иванович — потомственный почётный гражданин                                                                                     | ,                   |
| Тихий Иосиф Фёдорович — почётный гражданин | [ 14 ]              |
| Умнов Леонтий Петрович — потомственный почётный гражданин                                                                                     | ,                   |
| Умнов Пётр Иванович — потомственный почётный гражданин                                                                                        | [ 5 ]               |
| Умнова Александра Петровна — потомственная почётная гражданка                                                                                 | ,                   |
| Хмелёв Иван Семёнович — личный почётный гражданин                                                                                             | [ 7 ]               |

## Почётные граждане Елатьмы, Российская Федерация
| Фамилия, имя, отчество и заслуги | Дата присвоения звания и источник информации |
| --- | -------------------------------------------- |
| Грибков Николай Иванович (27.05.1908 — 25.01.1989) — Герой Советского Союза, подполковник                                                                                 | 19 августа 2011 года (посмертно),            |
| Грязнов Геннадий Иванович (27.11.1941 — 16.09.2017) — учитель, неоднократный председатель поселкового совета и глава администрации Елатьмы, самодеятельный поэт и краевед | 25 ноября 2011 года,                         |
| Панин Николай Иванович — генеральный директор ОАО «Елатомский приборный завод»                                                                                            | сентябрь 2011 года,                          |
| Рыженков Георгий Дмитриевич (27.04.1924 — 24.12.2004) — лесничий и писатель, почётный гражданин Касимовского района и Елатьмы                                             | 19 марта 1999 года,                          |